# Tramways de Lot-et-Garonne
Les Tramways de Lot-et-Garonne ont créé et exploité un réseau de lignes à voie métrique dans le département de Lot-et-Garonne entre 1911 et 1933. En 1923 l'exploitation est assurée par la compagnie des Voies ferrées départementales du Midi.

## Infrastructure

### Les lignes

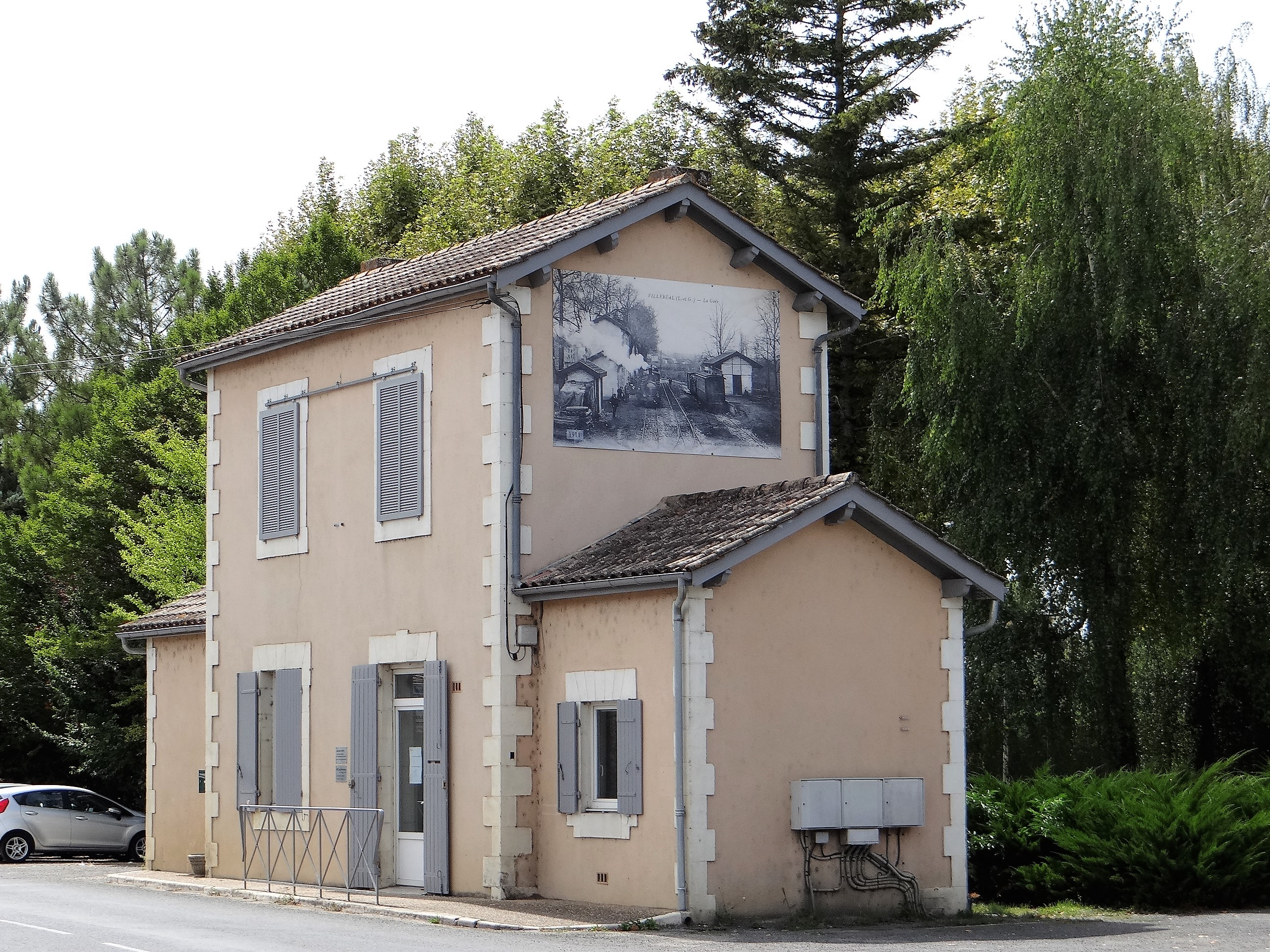
La gare de Villeréal préservée

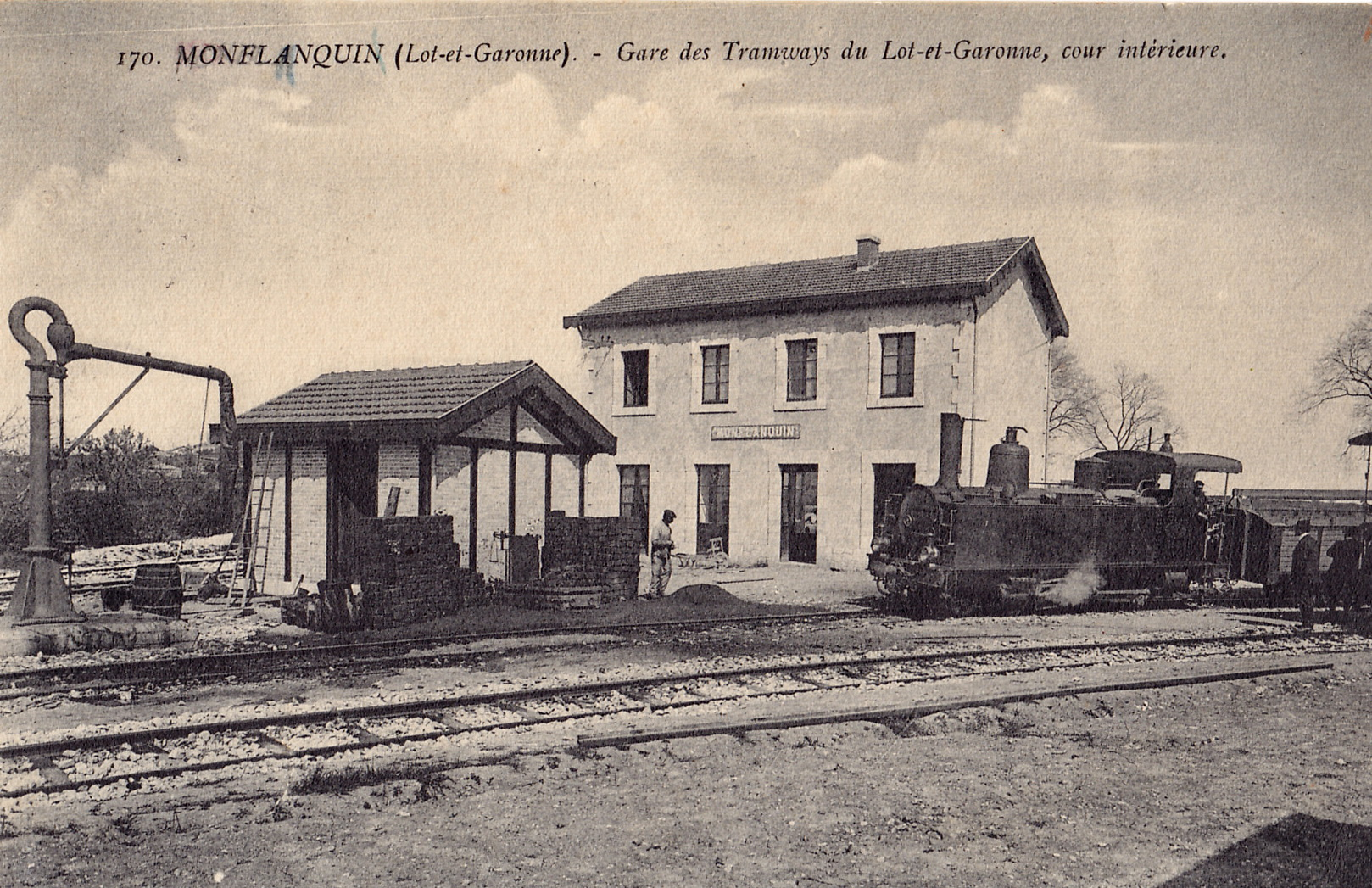
La gare de Monflanquin, vers 1912.

- Villeneuve-sur-Lot (ville) -  Beauregard - Monflanquin -Villeréal, (37 km), ouverture 30 septembre 1911,
- Tonneins (Rive-droite)  - Sos, (48 km) , ouverture 1er novembre 1917,
- Tonneins (Rive-gauche) - Beauregard, (45 km)

Tonneins - Tombebœuf, ouverture 1er novembre 1917,
Tombebœuf - Beauregard, ouverture 1927,
Le centre du réseau était situé à Monflanquin où se trouvaient le dépôt et les ateliers.
En 1923, deux sections de liaison sont construites pour compléter le réseau:
- entre la porte de Paris et la ville de Villeneuve-sur-Lot,
- entre les deux rives de la Garonne à Tonneins

### Ouvrages d'art

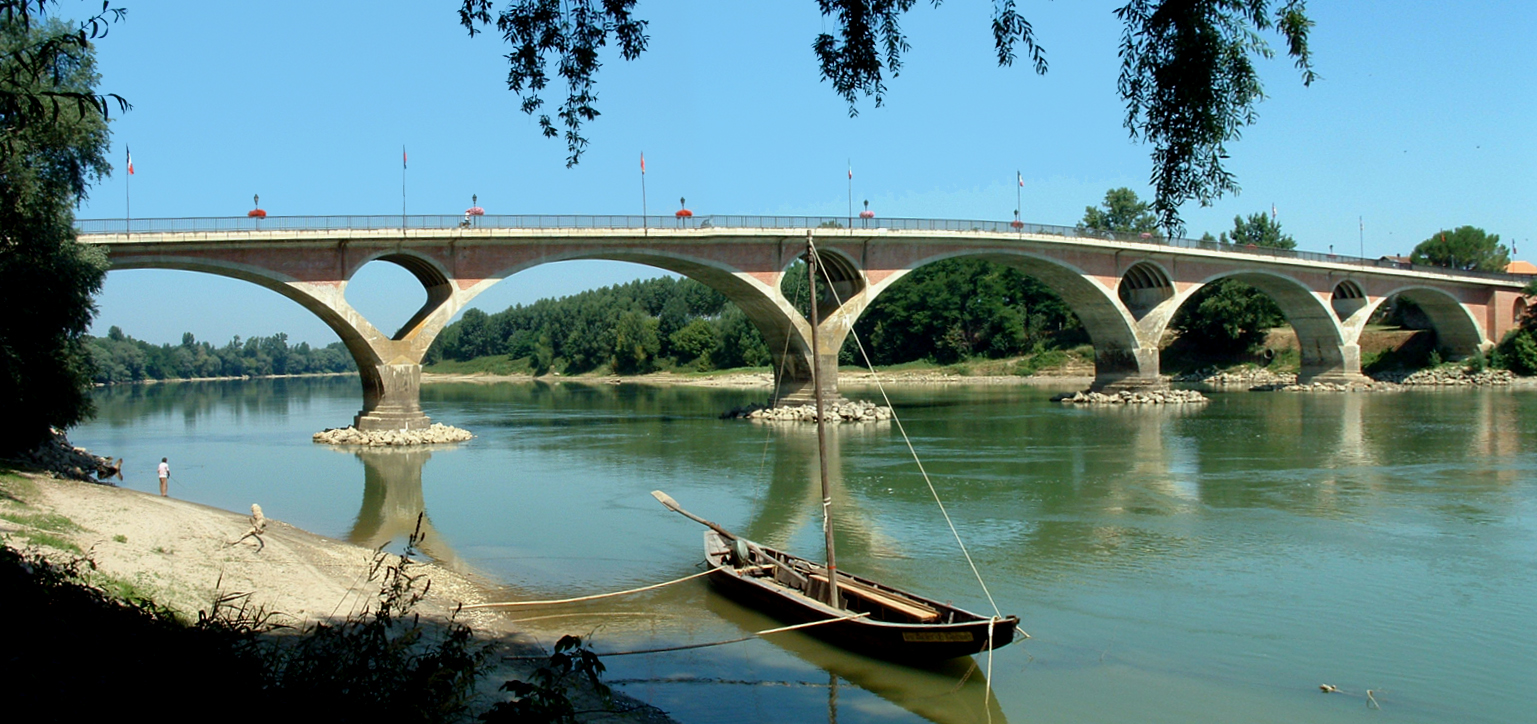
Pont sur la Garonne à Tonneins construit en 1922

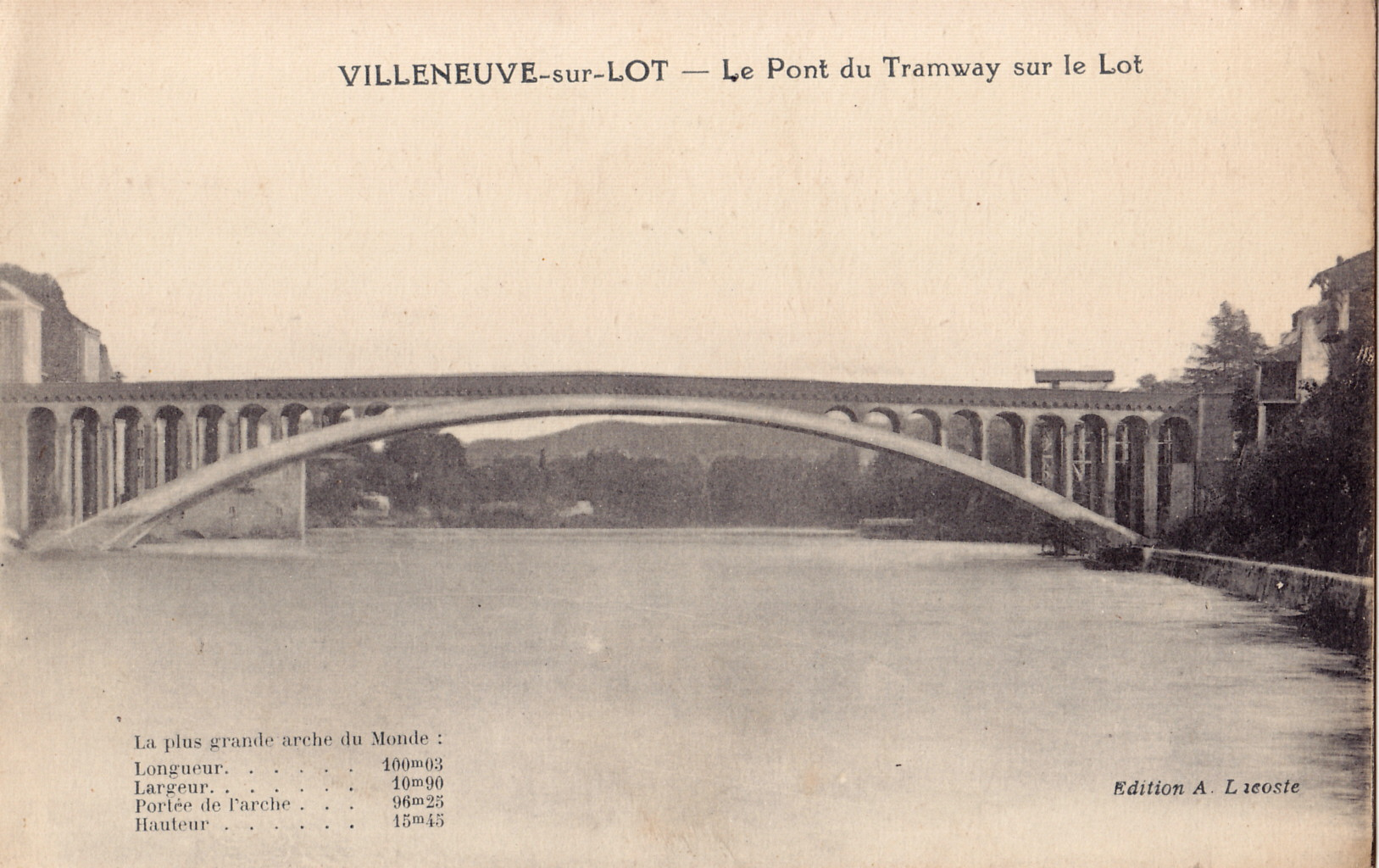
Le Pont de la Libération à Villeneuve-sur-Lot, pont mixte construit par le département de 1914 à 1919, étudié par Eugène Freyssinet et construit par la Société Limousin et Compagnie, a une arche de 100 mètres d'ouverture et permettait le passage du tramway

Ces deux dernières  sections ont nécessité la construction de ponts sur le Lot et la Garonne. Ces ouvrages étaient partagés avec la route.

### Gares de jonction
- Gare de Villeneuve-sur-Lot avec le PO
- Gare de Tonneins avec le PO et le Midi

## Exploitation

### Matériel roulant
Locomotives à vapeur

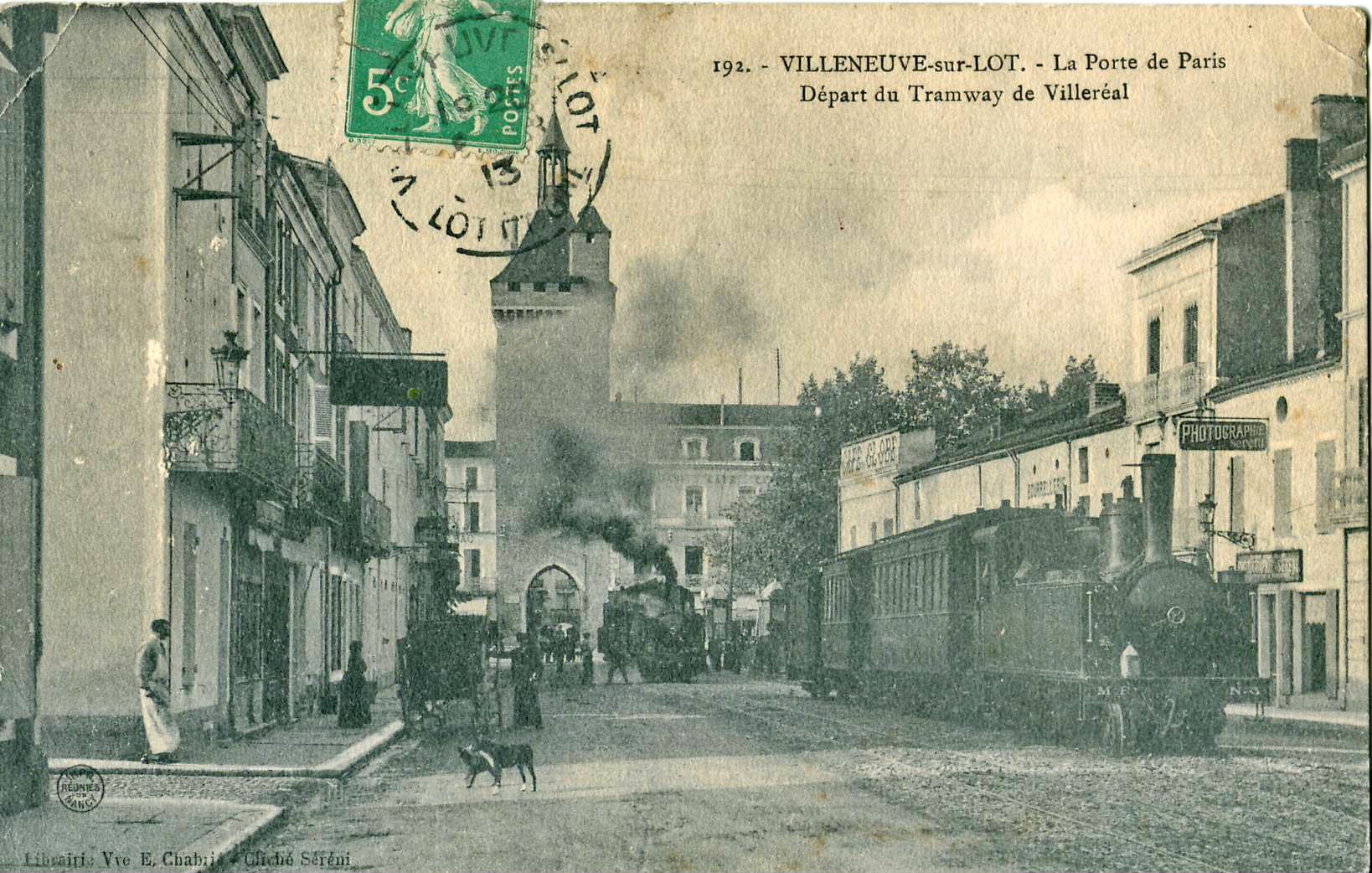
Rame au départ de Villeneuve-sur-Lot, pour Monflanquin et Villeréal, vers 1913

- N° 1 à 4, type 130 T, livrées en 1911 par les Établissements Piguet, poids à vide 22 tonnes,

Voitures voyageurs à bogies
- Voitures de 1re et 2e classe, 11 unités
- Voitures de 2e classe, 7 unités

Fourgons à bagages à 2 essieux
- Fourgons avec compartiment postal, 8 unités

Wagons de marchandises à 2 essieux
- Wagons  couverts, tombereaux, plats, 72 unités

Matériel complémentaire
Locomotives Corpet-Louvet type 030t
- N° 61, 65, 69, 74 et 82 acquises en 1927[3] auprès des Chemins de fer économiques des Charentes

## Vestiges et matériels préservés

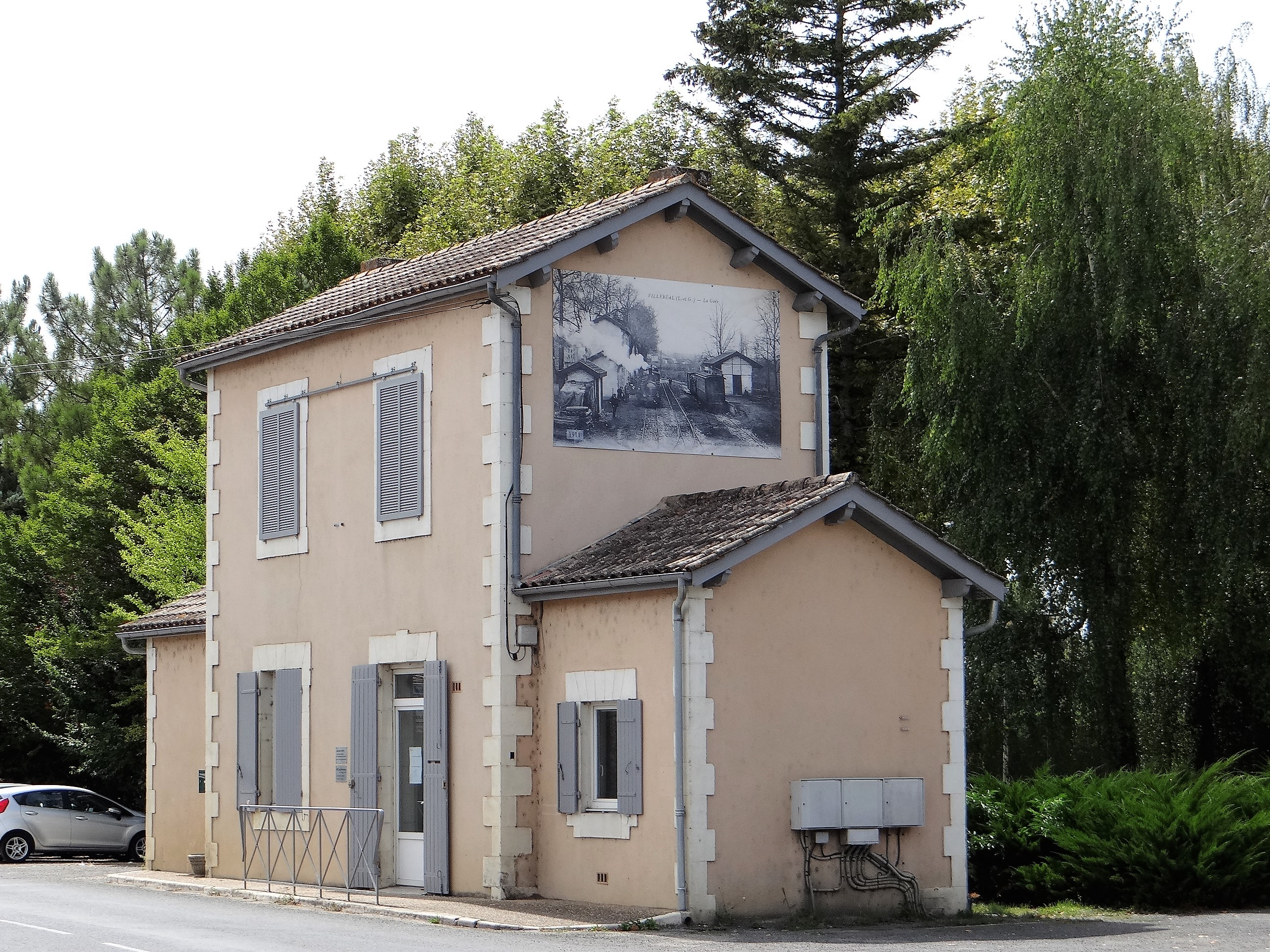
La gare de Villeréal en 2018.

Il subsiste l'ancienne gare de Villereal.